# Lucas Diarte
Lucas Diarte (San Miguel de Tucumán, Argentina, 4 de junio de 1993) es un futbolista profesional argentino. Juega como lateral izquierdo y su actual equipo es San Martín de San Juan de la Primera División de Argentina.

## Trayectoria

### Primeros años
Nacido en San Miguel de Tucumán, es hijo de Mirta Paz, una ama de casa, y de Raúl Diarte, un excombatiente de la guerra de las Malvinas. Es el menor de cuatro hermanos. Desde pequeño mostró su pasión por el club San Martín de Tucumán.

### Inicios
Su primer club sería Central Norte de Tucumán, al cual llegó en 2009, debutando con 15 años en la Liga Tucumana de Fútbol. Ese mismo año, fue parte del equipo categoría sub-17 de la Liga Tucumana de Fútbol que disputó el Torneo Regional. Debido a sus buenas actuaciones, a mediados de 2010 se uniría a Central Córdoba de Santiago del Estero, que se encontraba en el Torneo Argentino A, la tercera categoría del fútbol argentino.
Para 2011, sería visto en una prueba por el Club Estudiantes de La Plata, pasando a formar parte de sus menores.

### Estudiantes de la Plata
Completaría su formación realizando las inferiores en Estudiantes, desempeñándose como lateral por la banda izquierda y en ocasiones como zaguero central.
En el año 2012, fue ascendido al plantel superior para realizar entrenamientos con el primer equipo. Fue al banco de suplentes por primera vez en junio de 2013, el primer partido tras la muerte de un histórico de Estudiantes en su posición: Ramón Aguirre Suárez. Por este motivo, por un parecido en su forma de jugar, además de ambos ser tucumanos, llegó a ser comparado con el lateral campeón del mundo. Totalizó cuatro partidos en la banca de suplentes entre el Torneo Final 2013 y la Copa Argentina 2012-13, sin llegar a debutar. Para la temporada siguiente, 2013-14, no fue convocado para ningún partido. En búsqueda de rodaje, volvería a Central Córdoba de Santiago del Estero, en condición de préstamo.

### Préstamo a Central Córdoba (Sgo. del Estero)
A mediados de año del 2014 fue presentado como nuevo refuerzo de Central Córdoba. Lograrían ganar su zona en el Torneo Federal A 2014, consiguiendo así el ascenso a la Primera B Nacional del año siguiente. El club decidió renegociar su préstamo que inicialmente era de seis meses, para extenderlo por un año más y así contar en sus filas con el lateral durante todo 2015. Se afianzo como titular, totalizando 40 partidos jugados por el club del noroeste argentino, de los cuales solo en uno ingresó desde el banco, en tres se fue reemplazado, recibió siete amarillas y ninguna expulsión.

### Retorno a Estudiantes de La Plata
A principios del 2016, retorna a Estudiantes para realizar la pretemporada con el plantel superior, que se encontraba bajo las órdenes de Nelson Vivas. Dicho DT venía de dirigir la reserva del club y tenía muy en consideración a los canteranos pincharratas. Arrancó el año como titular en los dos primeros partidos del verano, frente a Racing Club y Boca Juniors, ganando ambos duelos y logrando obtener el título del torneo amistoso Copa de Oro; su titularidad fue influenciada porque el lateral titular Álvaro Pereira acarreaba una suspensión en amistosos desde el año pasado. Posteriormente, enfrentaron a su clásico rival Gimnasia y Esgrima por la copa amistosa Copa Ciudad de La Plata, donde Pereira se retiró expulsado por una brutal patada al jugador de Gimnasia, Facundo Oreja. Luego de esto, y de la brutal gresca que se dio entre futbolistas de Estudiantes y Gimnasia, el club decidió cortar por lo sano y como castigo, prestar a Pereira al Getafe de España. Ante esto, apareció su oportunidad para ser titular.
Debutó oficialmente en el pincha por la primera fecha del Torneo Transición 2016, el día 8 de febrero, siendo titular ante Lanús, en el estadio Julio Humberto Grondona, donde el equipo hizo dos veces de local, saliendo derrotados por 1-0. Jugó los primeros trece partidos, completando doce. No disputó los últimos tres partidos de la Primera Fase, ni la definición por el tercer puesto ante Godoy Cruz. Jugaría un partido más por Copa Argentina, en la victoria 3-0 ante Atlas. Jugarían un partido amistoso internacional ante Inter de Milán en Nueva York, siendo titular y empatando 1-1. Según él, este sería el partido que más le complicó en su estadía en Estudiantes.
Para la temporada 2016-17, en el comienzo de la temporada jugarían la Copa Sudamericana 2016. Cayeron eliminados ante Belgrano, sin disputar ningún partido. En el torneo local quedaron terceros, donde a lo largo de treinta fechas, jugó once partidos, siendo diez como titular. A la par disputaron la Copa Libertadores 2017, donde jugó dos partidos como titular en la fase de grupos: en las victorias como locales por 1-0 a Atlético Nacional y Botafogo, quedando eliminados al quedar terceros de su grupo con nueve puntos. De cara a la temporada 2017-18, disputaron la Copa Sudamericana 2017 desde la Segunda Fase. En esta etapa, eliminaron al Nacional Potosí, ganando ambos partidos y Diarte alineando ambos como titular. En octavos de final caerían eliminados ante Nacional de Asunción, perdiendo ambos partidos y él siendo titular en el partido de ida. Por el torneo local, acabaron en decimosexta posición, mientras que tendría acción en solo diez partidos de veintisiete posibles, resaltando que tuvo una lesión muscular a fines de octubre, que no permitió que no jugara hasta fin de año. Comenzado el 2018, disputaron nuevamente la Copa Libertadores, jugando únicamente en la primera fecha, siendo un empate de visita ante Nacional de Montevideo. Quedaron segundos de su grupo, pasando a octavos de final. No renovaría contrato acabando la temporada, con lo cual llegaba a su fin su etapa en el cuadro platense.

### San Martin de Tucumán
En junio de 2018, se convirtió en nuevo refuerzo del ciruja, equipo del cual es hincha confeso. Durante sus primeros entrenamientos con el club, sufrió una rotura de los ligamentos cruzados de su rodilla derecha, quedando marginado hasta enero de 2019. Ya recuperado de la lesión, en marzo apareció como suplente en el duelo ante Agropecuario, por la primera fase de la Copa Argentina, sin llegar a jugar. No tuvo actividad hasta el fin de temporada, que determinó el descenso del club de la Primera División, tras terminar en el último puesto de la tabla de promedios.
Para la temporada 2019-20, realizó la pretemporada con el plantel. Debutó de titular en la segunda fase de la Copa Argentina, empatando sin goles ante Argentinos Juniors, yendo a tanda de penales, donde anotaría el suyo, sin embargo caerían eliminados por 3-2. Su primer partido en la Primera Nacional 2019-20 fue en el primer duelo del campeonato contra Villa Dálmine, siendo una victoria por 1-0. En la decimotercera fecha, anotó su primer gol, en la victoria como visitantes por 3-1 ante Ramón Santamarina. El equipo peleaba el liderato de su zona con Defensores de Belgrano, sin embargo el campeonato sería suspendido a falta de nueve fechas para su culminación por causa de la pandemia de COVID-19, cuando aventajaban en la cima por tres puntos a Defensores y en diez al tercero. Disputó veinte partidos como titular, de veintiún posibles.
Bajo un nuevo formato, afrontaron el nuevo campeonato, con fechas más reducidas. Terminaron últimos de su zona, aunque clasificaron a una nueva etapa eliminatoria, sin embargo caerían eliminados ante Atlanta en penales, a pesar de haber anotado el suyo. Disputó todos los partidos, siendo ocho, además de haber anotado un gol.
Para el año 2021, en la Primera Fase del torneo quedaron en el cuarto puesto de su zona, avanzando a la siguiente etapa. En los cuartos del final del torneo reducido por el ascenso, enfrentaron a Ferro Carril Oeste. En el partido de ida como locales, anotó un gol en la derrota por 1-3. Para la vuelta, aportó con una asistencia en la victoria por 1-0, sin embargo caerían eliminados. Jugó treinta y tres partidos, ausentándose únicamente en uno por suspensión. Tendría dos goles en total y tuvo seis asistencias en su haber.
Para 2022, mantuvo su regularidad con el cuadro tucumano. En el todos contra todos del torneo, quedaron en la tercera posición, teniendo el derecho de avanzar hasta los cuartos del final del reducido por el ascenso. A partido único, cayeron eliminados tras perder por 3-0 como locales ante Defensores de Belgrano. Durante toda la temporada, jugó treinta y cinco partidos, anotando dos goles y brindando tres asistencias. Su buen nivel sirvió para que algunos clubes se contactaron con él. Finalmente, sería comprado por el recién ascendido a Primera: Belgrano, quienes pagaron aproximadamente 60 mil dólares por él.

### Belgrano
Con el pirata, en la Liga Profesional 2023 disputó veinte partidos de veintisiete posibles, anotando su primer gol en la victoria 2-0 ante Huracán en la fecha 11, tras rematar en 'primera' el balón estando fuera del área tras un saque de esquina. Para la Copa de la Liga Profesional, solamente llegaría a jugar cinco partidos de quince posibles, sufriendo una nueva lesión a comienzos de noviembre, esta vez en los meniscos de la rodilla izquierda, con lo que se perdió lo que quedó de temporada. Por Copa Argentina, llegaron hasta octavos de final, disputando los tres partidos que tuvieron en la competición. De esta manera, totalizó veintiocho partidos jugados y habiendo anotado un gol. En lo colectivo, lograron quedar en la undécima posición de la tabla acumulada, consiguiendo clasificar a la Copa Sudamericana 2023.

### FBC Melgar
En diciembre de 2023, se confirmó su préstamo al club peruano Foot Ball Club Melgar, siendo esta su primera experiencia en el extranjero, donde llegaría por pedido de Pablo de Muner, su exentrenador en San Martín de Tucumán. Disputaron la Copa Libertadores 2024 desde la primera fase, en la cual serían eliminados por Aurora de Bolivia, tras perder 2-1 en el marcador global. Jugó en cinco de los primeros seis partidos del año, completando solo uno. En la cuarta fecha del torneo nacional, se lesionó jugando contra Universitario. Volvió a entrenar tras algunas fechas sin ser convocado, coincidiendo con el despido de De Muner por malos resultados y la vuelta al titularato de Paolo Reyna. Con el nuevo técnico, Marco Valencia, solo disputó un partido más tras una suspensión de Reyna. Melgar terminaría tercero en el Torneo Apertura. Después de la pausa del torneo por la Copa América 2024, dejaría el equipo, habiendo jugado solo seis partidos.

### Regreso a San Martin de Tucumán
En julio, retornó al futbol argentino tras su corto paso por el fútbol peruano, siendo nuevamente prestado, esta vez volviendo a jugar en San Martin de Tucumán.

## Estadísticas

### Clubes
Actualizado de acuerdo al último partido jugado el 1 de diciembre de 2024.
| Club                              | Div.          | Temporada     | Liga  | Liga  | Liga   | Copas nacionales | Copas nacionales | Copas nacionales | Torneos internacionales | Torneos internacionales | Torneos internacionales | Total | Total | Total  |
| Club                              | Div.          | Temporada     | Part. | Goles | Asist. | Part.            | Goles            | Asist.           | Part.                   | Goles                   | Asist.                  | Part. | Goles | Asist. |
| --------------------------------- | ------------- | ------------- | ----- | ----- | ------ | ---------------- | ---------------- | ---------------- | ----------------------- | ----------------------- | ----------------------- | ----- | ----- | ------ |
| Central Córdoba (SdE) Argentina   | 3.ª           | 2014          | 9     | 0     | 1      | —                | —                | —                | —                       | —                       | —                       | 9     | 0     | 1      |
| Central Córdoba (SdE) Argentina   | 2.ª           | 2015          | 31    | 0     | 1      | —                | —                | —                | —                       | —                       | —                       | 31    | 0     | 1      |
| Central Córdoba (SdE) Argentina   | Total club    | Total club    | 40    | 0     | 2      | 0                | 0                | 0                | 0                       | 0                       | 0                       | 40    | 0     | 2      |
| Estudiantes de La Plata Argentina | 1.ª           | 2016          | 13    | 0     | 1      | 1                | 0                | 0                | —                       | —                       | —                       | 14    | 0     | 1      |
| Estudiantes de La Plata Argentina | 1.ª           | 2016-17       | 11    | 0     | 0      | —                | —                | —                | 5                       | 0                       | 0                       | 16    | 0     | 0      |
| Estudiantes de La Plata Argentina | 1.ª           | 2017-18       | 10    | 0     | 1      | —                | —                | —                | 1                       | 0                       | 0                       | 11    | 0     | 1      |
| Estudiantes de La Plata Argentina | Total club    | Total club    | 34    | 0     | 2      | 1                | 0                | 0                | 6                       | 0                       | 0                       | 41    | 0     | 2      |
| San Martín (T) Argentina          | 1.ª           | 2018-19       | —     | —     | —      | —                | —                | —                | —                       | —                       | —                       | 0     | 0     | 0      |
| San Martín (T) Argentina          | 2.ª           | 2019-20       | 20    | 1     | 0      | 1                | 0                | 0                | —                       | —                       | —                       | 21    | 1     | 0      |
| San Martín (T) Argentina          | 2.ª           | 2020          | 8     | 1     | 0      | 1                | 0                | 0                | —                       | —                       | —                       | 9     | 1     | 0      |
| San Martín (T) Argentina          | 2.ª           | 2021          | 33    | 2     | 6      | —                | —                | —                | —                       | —                       | —                       | 33    | 2     | 6      |
| San Martín (T) Argentina          | 2.ª           | 2022          | 34    | 2     | 3      | 1                | 0                | 0                | —                       | —                       | —                       | 35    | 2     | 3      |
| C. A. Belgrano Argentina          | 1.ª           | 2023          | 20    | 1     | 0      | 8                | 0                | 0                | —                       | —                       | —                       | 28    | 1     | 0      |
| C. A. Belgrano Argentina          | Total club    | Total club    | 20    | 1     | 0      | 8                | 0                | 0                | 0                       | 0                       | 0                       | 28    | 1     | 0      |
| F. B. C. Melgar · Perú            | 1.ª           | 2024          | 4     | 0     | 0      | —                | —                | —                | 2                       | 0                       | 0                       | 6     | 0     | 0      |
| F. B. C. Melgar · Perú            | Total club    | Total club    | 4     | 0     | 0      | 0                | 0                | 0                | 2                       | 0                       | 0                       | 6     | 0     | 0      |
| San Martín (T) Argentina          | 2.ª           | 2024          | 19    | 0     | 3      | —                | —                | —                | —                       | —                       | —                       | 19    | 0     | 3      |
| San Martín (T) Argentina          | Total club    | Total club    | 114   | 6     | 12     | 3                | 0                | 0                | 0                       | 0                       | 0                       | 117   | 6     | 12     |
| San Martín (SJ) Argentina         | 1.ª           | 2025          | 0     | 0     | 0      | —                | —                | —                | —                       | —                       | —                       | 0     | 0     | 0      |
| San Martín (SJ) Argentina         | Total club    | Total club    | 0     | 0     | 0      | 0                | 0                | 0                | 0                       | 0                       | 0                       | 0     | 0     | 0      |
| Total carrera                     | Total carrera | Total carrera | 212   | 7     | 16     | 12               | 0                | 0                | 8                       | 0                       | 0                       | 232   | 7     | 16     |
| 1. 2. 3.                          |               |               |       |       |        |                  |                  |                  |                         |                         |                         |       |       |        |

## Palmarés

### Torneos nacionales
| Torneo           | Club                  | País      | Año  |
| ---------------- | --------------------- | --------- | ---- |
| Torneo Federal A | Central Córdoba (SdE) | Argentina | 2014 |

## Videos
- Lucas Diarte 2020 en YouTube.
- Lucas Diarte 2021 en YouTube.
- GOL de Lucas Diarte a Brown de Adrogué  en YouTube.